# Helene Costello
Helene Adrienne Costello (* 21. Juni 1906 in New York City, New York; † 26. Januar 1957 in San Bernardino, Kalifornien) war eine US-amerikanische Schauspielerin.

## Karriere
Helene Costello war die Tochter des damals bekannten Bühnenschauspielers Maurice Costello, der selber eine erfolgreiche Karriere beim Film hatte und so seine Tochter ins Filmgeschäft brachte. Zusammen mit ihrer älteren Schwester Dolores Costello und ihrem Vater gab Helene ihr Leinwanddebüt 1909 zusammen in einer der ersten Filmversionen von Ein Sommernachtstraum. In der Folgezeit spielte sie als Kinderdarstellerin in etlichen Produktionen, doch nach der Scheidung ihrer Eltern war Helene für ein Jahrzehnt nicht mehr im Kino zu sehen. 1924 feierte sie mit ihrer Schwester einen großen Erfolg in einer gemeinsamen Tanznummer in den George White’s Scandals of 1924. Der Erfolg brachte den Schwestern jeweils Verträge mit der Gesellschaft Warner Brothers und den Umzug nach Hollywood ein. Im Gegensatz zu ihrer Schwester hatte Helene nur eine mäßig erfolgreiche Karriere. Wie ihre Schwester bereits im Jahr zuvor, wurde Helene Costello 1927 zu einem der WAMPAS Baby Stars gekürt.
Ihr größter Erfolg war der Auftritt in Lights of New York von 1928, der als erster „richtiger“ Tonfilm nur aus Dialogen bestand. Doch der Tonfilm brachte Costello selbst einen schweren Karriereknick ein, sodass sie ab Anfang der 1930er-Jahre nur noch sporadische Nebenrollen erhielt.
Helene Costello war viermal verheiratet:
1. 1927–1928 mit John W. Regan
2. 1930–1932 mit Lowell Sherman
3. 1933–1939 mit Arturo Del Barrio
4. 1940–1948 mit George Le Blanc, mit dem sie eine Tochter hatte

Sie hatte immer wieder mit Alkohol- und Drogenproblemen zu kämpfen und verstarb 1957 im Patton State Hospital in San Bernardino im Alter von nur 50 Jahren an den Folgen einer langjährigen Tuberkulose-Erkrankung; sie wurde auf dem Calvary-Friedhof in Los Angeles bestattet.
Am 8. Februar 1960 wurde ihr ein Stern auf dem Hollywood Walk of Fame verliehen, Höhe 1500 Vine Street.

## Filmografie (Auswahl)
- 1909: Les Miserables (Part I) (Kurzfilm)
- 1909: A Midsummer Night’s Dream (Kurzfilm)
- 1911: Die Liebe geht durch den Magen (Consuming Love; or, St. Valentine’s Day in Greenaway Land, Kurzfilm)
- 1911: A Quaker Mother (Kurzfilm)
- 1911: Courage of Sorts (Kurzfilm)
- 1911: The Geranium (Kurzfilm)
- 1911: Captain Barnacle’s Baby (Kurzfilm)
- 1911: Her Crowning Glory (Kurzfilm)
- 1911: The Child Crusoes (Kurzfilm)
- 1911: His Sister’s Children (Kurzfilm)
- 1911: Regeneration (Kurzfilm)
- 1911: Auld Lang Syne (Kurzfilm)
- 1911: A Reformed Santa Claus (Kurzfilm)
- 1911: The Old Doll (Kurzfilm)
- 1911: Captain Jenks’ Dilemma (Kurzfilm)
- 1911: The Meeting of the Ways (Kurzfilm)
- 1912: Tom Tilling’s Baby (Kurzfilm)
- 1912: Captain Barnacle’s Messmates (Kurzfilm)
- 1912: The First Violin (Kurzfilm)
- 1912: The Five Senses (Kurzfilm)
- 1912: At Scrogginses ’Corner (Kurzfilm)
- 1912: The Greatest Thing in the World (Kurzfilm)
- 1912: Lulu’s Doctor (Kurzfilm)
- 1912: The Days of Terror; or, In the Reign of Terror (Kurzfilm)
- 1912: The Church Across the Way (Kurzfilm)
- 1912: The Troublesome Step-Daughters (Kurzfilm)
- 1912: The Money Kings (Kurzfilm)
- 1912: The Black Sheep (Kurzfilm)
- 1912: Wanted... a Grandmother (Kurzfilm)
- 1912: Rip Van Winkle (Kurzfilm)
- 1912: Captain Barnacle’s Legacy (Kurzfilm)
- 1912: The Irony of Fate (Kurzfilm)
- 1912: The Toymaker (Kurzfilm)
- 1912: In the Garden Fair (Kurzfilm)
- 1912: Cleopatra
- 1912: Six O’Clock (Kurzfilm)
- 1912: The Servant Problem; or, How Mr. Bullington Ran the House (Kurzfilm)
- 1912: The Night Before Christmas (Kurzfilm)
- 1912: Two Women and Two Men (Kurzfilm)
- 1912: Days of Terror (Kurzfilm)
- 1913: Mr. Bolter’s Niece (Kurzfilm)
- 1913: Buttercups (Kurzfilm)
- 1913: Just Show People (Kurzfilm)
- 1913: Beau Brummel (Kurzfilm)
- 1913: Tim Grogan’s Foundling (Kurzfilm)
- 1913: The One Good Turn (Kurzfilm)
- 1913: The Mystery of the Stolen Child (Kurzfilm)
- 1913: The Hindoo Charm (Kurzfilm)
- 1913: Fortune’s Turn (Kurzfilm)
- 1913: The Other Woman (Kurzfilm)
- 1913: Heartbroken Shep (Kurzfilm)
- 1913: The Fruits of Vengeance (Kurzfilm)
- 1913: Matrimonial Manoeuvres (Kurzfilm)
- 1913: The Doctor’s Secret (Kurzfilm)
- 1913: The Price of Thoughtlessness (Kurzfilm)
- 1913: Fellow Voyagers (Kurzfilm)
- 1913: A Christmas Story (Kurzfilm)
- 1913: Bunny’s Mistake (Kurzfilm)
- 1914: Some Steamer Scooping (Kurzfilm)
- 1914: Memories That Haunt (Kurzfilm)
- 1914: Etta of the Footlights (Kurzfilm)
- 1914: The Mysterious Lodger (Kurzfilm)
- 1914: The Barrel Organ (Kurzfilm)
- 1914: The Blood Ruby (Kurzfilm)
- 1914: Too Much Burglar (Kurzfilm)
- 1914: By the Governor’s Order (Kurzfilm)
- 1915: The Evil Men Do (Kurzfilm)
- 1915: Lifting the Ban of Coventry (Kurzfilm)
- 1915: The Heart of Jim Brice (Kurzfilm)
- 1916: Billie’s Mother (Kurzfilm)
- 1925: Ranger of the Big Pines
- 1925: The Man on the Box
- 1925: Bobbed Hair
- 1925: The Love Toy
- 1926: Eine tolle Brautjagd (Wet Paint)
- 1926: Don Juan
- 1926: The Honeymoon Express (Verschollen)
- 1926: Millionaires (Verschollen)
- 1926: Rin Tin Tin unter Verbrechern (While London Sleeps)
- 1927: Finger Prints
- 1927: The Fortune Hunter (Verschollen)
- 1927: The Broncho Twister (Verschollen)
- 1927: The Heart of Maryland
- 1927: Good Time Charley (Verschollen)
- 1927: In Old Kentucky
- 1927: Husbands for Rent
- 1928: Burning Up Broadway
- 1928: Comrades
- 1928: The Phantom of the Turf
- 1928: Lights of New York
- 1928: The Midnight Taxi
- 1928: The Circus Kid
- 1928: Broken Barriers (Verschollen)
- 1929: When Dreams Come True
- 1929: The Fatal Warning (Verschollen)
- 1929: Der Straßensänger (Innocents of Paris)
- 1929: The Show of Shows
- 1935: Public Hero Number 1
- 1935: Honeymoon Limited
- 1936: Riffraff
- 1942: Der Seeräuber (The Black Swan)